# 1518年
| 千纪： | 2千纪 |
| 世纪： | 15世纪 \| 16世纪 \| 17世纪                                                                                 |
| 年代： | 1480年代 \| 1490年代 \| 1500年代 \| 1510年代 \| 1520年代 \| 1530年代 \| 1540年代                           |
| 年份： | 1513年 \| 1514年 \| 1515年 \| 1516年 \| 1517年 \| 1518年 \| 1519年 \| 1520年 \| 1521年 \| 1522年 \| 1523年 |
| 纪年： | 戊寅年（虎年）；明正德十三年；越南光紹三年；陳㫒宣和三年；黎榜大德元年；日本永正十五年                     |

## 大事记
- 西班牙征服者入侵阿兹提克帝国。
- 托马斯·莫尔著《乌托邦》。
- 世界上有记载的第一辆消防车在德国奥格斯堡被建造。
- 奥斯曼帝国纳巴勒斯坦入版图。
- 西班牙占领巴巴多斯岛。
- 西班牙國王查理一世指揮西班牙人與貝都因人軍隊，和奧魯奇雷斯指揮的土耳其人與摩爾人在特萊姆森王國激戰，奧魯奇雷斯在戰鬥中喪生。
- 卡斯蒂利亞議會宣布承認查理五世為國王。
- 查理五世接見麥哲倫，在國王的指令下，麥哲倫組織了一支船隊準備出航。
- 马丁·路德在海德堡建立十架神学。

## 出生
- 丁托莱托，意大利画家，（逝世1594年）
- 7月3日（正德13年5月26日）——李時珍，中國醫學家，（逝世1593年）

## 逝世
- 第奧古·德阿贊布雅，葡萄牙王國貴族和探險家，在黃金海岸建立殖民要塞「埃爾米納城堡」。
- 奧魯奇雷斯，鄂圖曼帝國阿爾及爾的貝伊與西地中海的贝勒贝伊。